# Alioranus
Alioranus Simon, 1926 è un genere di ragni appartenente alla famiglia Linyphiidae.

## Distribuzione
Le sei specie oggi note di questo genere sono state rinvenute nella regione paleartica: precisamente due sono endemiche del Karakorum e una della Russia centrale; le altre hanno diffusione più ampia.
La A. pauper è l'unica reperita anche in Italia.

## Tassonomia
Considerato un sinonimo anteriore di Hubertinus Wunderlich, 1980, secondo la specie tipo Hubertinus planiceps Wunderlich, 1980, da un lavoro di Tanasevitch del 1989; tale sinonimia non è accettata da Wunderlich in una nota del 1995, ove però non ha fornito prove adeguate a sostegno della tesi che le due specie tipo appartengano a generi diversi, come del resto in un'altra nota di Bosmans del 2007.
Per inciso, va anche annotato che la dizione Aliocranus presente in un lavoro di Roewer è un mero refuso.
A maggio 2011, si compone di 6 specie:
- Alioranus avanturus Andreeva & Tyschchenko, 1970 — dal Turkmenistan alla Cina
- Alioranus diclivitalis Tanasevitch, 1990 — Russia
- Alioranus distinctus Caporiacco, 1935 — Karakorum
- Alioranus minutissimus Caporiacco, 1935 — Karakorum
- Alioranus pastoralis (O. P.-Cambridge, 1872) — Creta, Cipro, Israele, Tagikistan
- Alioranus pauper (Simon, 1881)[3] — Mediterraneo occidentale